# Московски международен кинофестивал
Московският международен филмов фестивал (на руски: Моско́вский междунаро́дный кинофестива́ль) е филмов фестивал в Русия, който преди е бил класифициран като А-фестивал. Обикновено се провежда в края на юни всяка година и е акредитиран от асоциацията на филмовите продуценти FIAPF като международен филмов фестивал с конкуренция от 1972 до 2022 г.

## История
Московският филмов фестивал е само с три години по-млад от най-стария филмов фестивал в света, Венецианския филмов фестивал. За първи път се провежда през 1935 г. по инициатива на тогавашния държавен глава Йосиф Сталин. Първият председател на журито е режисьорът Сергей Айзенщайн. Спечелените филмови награди по това време включват Уолт Дисни и Рене Клер. Вторият фестивал не се провежда отново до 1959 г. Оттогава се провежда всяка нечетна година до 1997 г. и ежегодно от 1999 г.
През 1989 г. Златният Свети Георги (от 2004 г. Златен Георги) – фигурата на градския герб на Москва – е присъден за първи път като главна награда на международния конкурс. В първите години на награждаването наградата отива предимно в западните страни, но през 2004, 2005, 2007, 2009, 2018 и 2020 г. тя отива при продукции от Русия. От 1997 г. в рамките на фестивала се провежда форум за млади кинематографисти.
Московският международен филмов фестивал е официално организиран от руското правителство. От 2000 г. президент на фестивала е режисьорът Никита Михалков. Фестивалът има за цел да насърчи културния обмен между нациите и да предизвика световните кинотворци да си сътрудничат повече в международен план. Като председатели на журито са включени Ричард Гиър, Тео Ангелопулос, Маргарете фон Трота, Алън Паркър, Глеб Панфилов, Жан-Жак Ано, Фред Шепизи, Люк Бесон, Джералдин Чаплин, Хектор Бабенко, Павел Лунгин, Мохсен Махмалбаф, Ким Ки-дук и Бриланте Мендоса.